# Munizip Yafran
Yafran (arabisch يفرن, DMG Yafran) ist ein ehemaliges Munizip, das im Nordwesten der Libysch-Arabischen Republik lag. Hauptstadt war die gleichnamige Stadt Yafran. Das Munizipalgebiet wurde 2007 unter den benachbarten Munizipien aufgeteilt.

## Geographie
Im gesamten Gebiet von Yafran lebten 117.647 Menschen (Stand 2003) auf einer Fläche von insgesamt 9.310 km². Das Munizip besaß folgende Grenzen zu den anderen ehemaligen Munizipien:
- Munizip Sabrata wa-Surman im Norden
- Munizip az-Zawiya im Nordosten
- Munizip al-Dschifara im Nordosten
- Munizip Gharyan im Osten
- Munizip Mizda im Südosten
- Munizip Nalut im Südwesten
- Munizip an-Nuqat al-Chams im Nordwesten